# De astroloog van Brugge
De astroloog van Brugge is het twintigste stripalbum uit de Yoko Tsuno-reeks van Roger Leloup. De strip werd voor het eerst uitgegeven bij Dupuis in 1994. 